# Hamamözü (district)
Hamamözü is een Turks district in de provincie Amasya en telt 5.264 inwoners (2007). Het district heeft een oppervlakte van 201,4 km². Hoofdplaats is Hamamözü.
De bevolkingsontwikkeling van het district is weergegeven in onderstaande tabel.
| 1997  | 2000  | 2007  |
| ----- | ----- | ----- |
| 7.067 | 6.161 | 5.264 |